# I-D (revista)
i-D és una revista anglesa dedicada a la moda, la música, l'art i les subcultures, és a dir, la cultura urbana. i-D va ser creada pel dissenyador i exdirector d'art de la revista Vogue, Terry Jones, al costat de la seva dona, Tricia Jones, el 1980. La primera edició fou publicada amb format de fanzine, amb el text redactat amb màquina d'escriure. Formalment, la revista ha anat evolucionant al llarg dels anys, a mesura que ho feia l'empresa, fins a arribar al paper brillant, però el seu estil urbà i juvenil s'ha mantingut en cada nombre.
i-D, més enllà de publicar revistes, ha realitzat exposicions internacionals i ha publicat diversos llibres.

## Característiques
La revista és coneguda pel seu ús de fotografies i tipografies innovadores. S'ha guanyat la reputació de ser una «zona d'entrenament» i descobriment de nous talents. Fotògrafs com Nick Knight, Chris Dowling, Wolfgang Tillmans, Juergen Teller, Terry Richardson, Ellen von Unwerth, Kayt Jones i Slava Mogutin han publicat la seva obra a i-D, on molts d'ells van ser descoberts. Cantants com Rihanna i Lady Gaga, la supermodelo Naomi Campbell o el dissenyador Karl Lagerfeld han aparegut en la portada de la revista.
A més es tracta d'una revista pionera en el gènere Straight Up, que barreja el documental amb la fotografia de moda. En els seus inicis, i-D utilitzava com a models persones amb les quals els fotògrafs s'havien creuat pels carrers d'Anglaterra. Eren gent que cridava l'atenció pel seu aspecte i pel seu estil a l'hora de vestir, gent a la qual es parava i se'ls explicava el projecte. Aquells i aquelles que acceptaven fer de models, eren fotografiats en un fons llis i apareixien en la porpera edició de la publicació, en la qual sovint s'afegia també una petita descripció sobre els gustos i la vida de cada persona fotografiada.

## Logo i Portada
El logo de la revista s'ha convertit en el seu segell d'identitat. Les sigles "i-D" recorden a una picada d'ullet, a un somriure murri, i es converteixen així en una icona. Totes les portades que ha publicat la revista presenten una picada d'ullet recurrent en els protagonistes, fent referència a la representació gràfica del logo i aportant originalitat al concepte de la revista.

## Història
El 1980, Terry Jones creà la revista, i el 1984, Tony Elliott (Time Out) va convertir-se amb soci, obtenint un 51% de la companyia. Terry va mantenir-se com a director d'edició i director creatiu, però també va començar a treballar en altres projectes comercials. El 2004, Terry i la seva dona, Tricia, van recuperar el control total de l'empresa. L'aniversari de plata d'i-D, al 2005, es va celebrar amb una exposició, "i-Dentity", i amb publicacions editades per col·laboradors invitats per Jones que giraven entorn la temàtica central de la identitat.
Incloïen: Ashley Heath (publicació febrer 2005) M/M Paris (publicació març 2005) Alex McDowell (publicació juliol 2005) Simon Foxton i Stephen Male (publicació agost 2005) Nick Knight (publicació octubre 2005) David Lipman (publicació novembre 2005) Peter Saville (publicació decembre 2005). Totes les edicions publicades el 2005 estaven marcades amb una línia platejada. Pel mes de l'aniversari, el setembre de 2005, es van publicar quatre portades diferents.
L'edició número tres-cents d'i-D va ser publicada el juliol de 2009 i va incloure interessants articles i icòniques fotografies fidels al concepte de la revista. El seu contingut es va concentrar principalment en agafar idees d'antigues edicions i modificar-les per a que tinguessin cabuda a l'any 2009. La noia que va encapçalar la portada va ser la model brasilera Raquel Zimmermann. El 2012, Vice Media va comprar "i-D", però Terry Jones en va continuar sent el director d'edició. L'any 2013, el matrimoni Jones va rebre l'Outstanding Achievement Award en els British Fashion Awards, premi que reconeixia l'evolució i trajectòria de la revista.

## Editors
- Terry Jones (1980-present)
- Dylan Jones (1986-1988)
- Caryn Franklin (1986-1988)
- Alix Sharkey (1988-1989)
- John Godfrey (1988-1990)
- Matthew Collin (1991-1994)
- Avril Mair (1994-2005)
- Glenn Waldron (2005-2006)
- Ben Reardon (2006-present)